# Élisa de Lariboisière
Pour les articles homonymes, voir Lariboisière.
Marie-Élisa Roy, comtesse de Lariboisière, née à Paris le 22 janvier 1794 et morte dans cette même ville le 27 décembre 1851, est une philanthrope et salonnière française.
Elle est notamment connue pour avoir légué sa fortune à la ville de Paris, don qui permet d'achever la construction de l'hôpital du Nord, auquel elle laisse son nom.

## Biographie

### Origines familiales
Fille d'Antoine Roy (1764-1847) et d'Adélaïde Sophie Barré (1775-1812), elle voit le jour au cœur de la Révolution française dans une famille favorable à la monarchie.
Elle est l’aînée des deux enfants auxquels le couple donne naissance. Sa cadette Alexandrine Laure (née le 28 avril 1799 à Paris et morte dans cette même ville le 8 août 1854) deviendra marquise de Talhouët en 1817, du fait de son mariage avec Auguste-Frédéric de Talhouët.
Leur père, Antoine Roy, avocat de profession depuis la fin de l'Ancien Régime, devient député de la Seine pendant les Cent-Jours, avant d'être réélu en 1815, 1816 et 1817. Pendant la Restauration, il occupe diverses fonctions législatives et gouvernementales de premier ordre : rapporteur du budget (1817 et 1818), ministre des Finances (à trois reprises en 1818, 1819-1821 et 1828-1829), mais également ministre d'État et membre du conseil privé (1818). À partir de 1830, il ne se consacre plus qu'à sa charge de pair de France, à laquelle il avait été nommé par le roi le 13 décembre 1821. C'est également à cette date que Louis XVIII l'élève à la distinction de comte. Après la chute des Bourbon, il adhère sans hésitation au gouvernement de Louis-Philippe et est régulièrement chargé de rapports sur les impôts, la loterie et le budget au sein de la chambre des Pairs. Brillant administrateur public, il mène également parfaitement ses affaires personnelles et laisse à sa mort une fortune évaluée à quarante millions de francs, dont une partie revient à Élisa.

### Mariage
En 1814, elle épouse Honoré-Charles Baston, comte de Lariboisière. Ce général d'Empire est le fils de Jean Baston de Lariboisière.
À l'instar de son beau-père, il mène une carrière politique honorable au cours laquelle il occupe successivement les bancs de la chambre des députés (1830, 1831-1834, 1834-1835 et 1849-1851), de la chambre des Pairs (1835-1848) et du Sénat (1852-1868). Siégeant généralement parmi les conservateurs, il apporte son soutien au régime de Louis-Philipe, puis à celui de Napoléon III.

### Donation pour la fondation d'un hospice
Atteinte depuis 1830, d'une maladie maligne qui ne lui laisse que peu de répit, elle finit ses jours accablée de douleurs physiques. 
Elle fait le choix de léguer la nue propriété de tous ses biens à la ville de Paris : on évoque une somme de 8 millions de francs.
« Je veux qu’après nous, notre fortune ouvre un nouvel asile aux malades. Je veux qu’un hôpital conserve le souvenir de notre famille. »
 Tels sont les mots qui semblent avoir été souvent répétés par la comtesse dans ses derniers moments. Ceux-ci nous permettent de saisir l'esprit de bienveillance qui préside à la rédaction de son testament.
Moyennant une somme de 2 millions de francs, le comte de Lariboisière conserve finalement les biens de son épouse. Contrairement à la volonté de cette dernière, les fonds sont d'ailleurs affectés à l'achèvement de la construction de l'hôpital du Nord et non à l'édification d'un nouvel hospice. La construction de cet édifice novateur dans les quartiers populaires du nord de la capitale est une réponse aux insuffisances du système hospitalier parisien lors des épidémies de choléra de 1832 et 1839. Les travaux, menés sous la direction de Martin-Pierre Gauthier, commencent en 1846 et s'achèvent en 1854. Après avoir porté les noms d'hôpital Louis-Philippe à sa fondation, puis d'hôpital de la République en 1848, il est finalement dédié au souvenir de sa généreuse bienfaitrice, dont il porte toujours le nom.
À l'instigation de son mari, un monument est élevé à sa mémoire dans la chapelle de l'hôpital en 1853. Il est l'œuvre du sculpteur Carlo Marochetti (1805-1867).

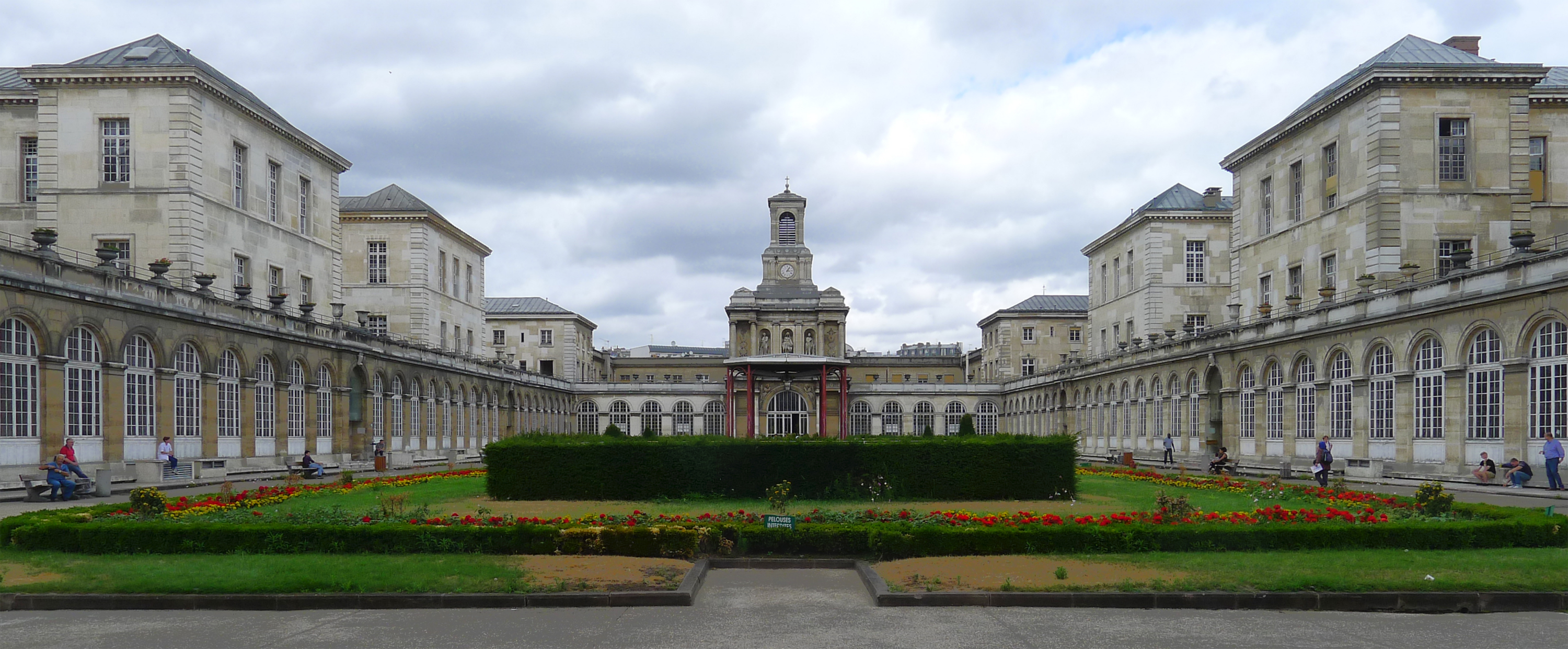
L'hôpital Lariboisière de nos jours
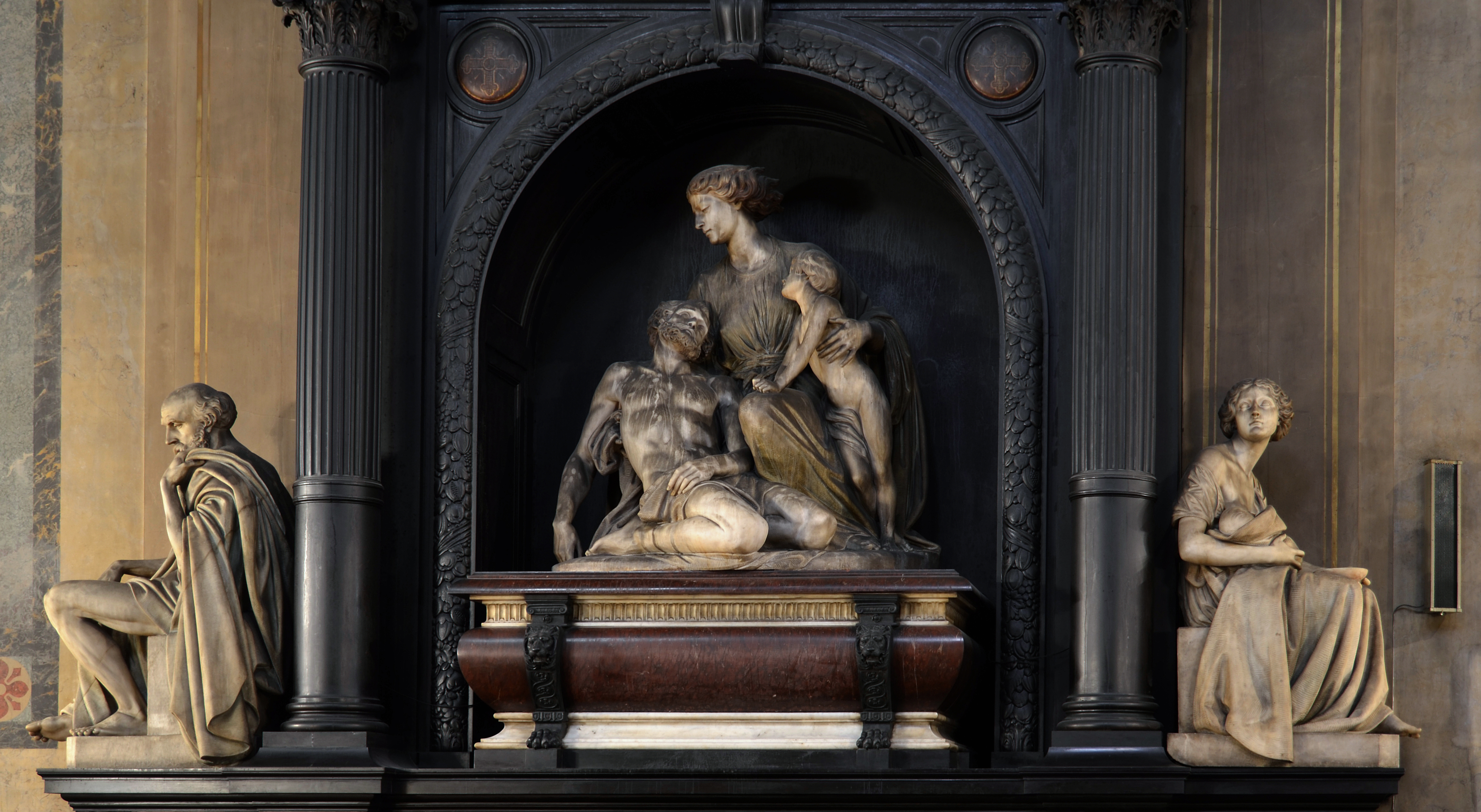
Monument dédié à la comtesse de Lariboisière dans la chapelle de l'hôpital, œuvre du sculpteur Carlo Marochetti